# Бургдорф (Айдахо)
Бу́ргдорф (англ. Burgdorf) — невключённая территория в округе Айдахо, штат Айдахо, США. Бургдорф был основан в 1870 году одноимённой семьёй в качестве курорта на геотермальном источнике. В 1945 году в Бургдорфе было открыто почтовое отделение, ныне не работающее. В 1972 году Бургдорф был внесён в Национальный реестр исторических мест. Бургдорф располагается приблизительно в 24 километрах от городка Уоррен.